# Emil Salomonsson
Emil Salomonsson (28 d'abril de 1989) és un futbolista suec.

## Selecció de Suècia
Va debutar amb la selecció de Suècia el 2012. Va disputar 7 partits amb la selecció de Suècia.

## Estadístiques
| Selecció de Suècia | Selecció de Suècia | Selecció de Suècia |
| Anys               | Partits            | Gols               |
| ------------------ | ------------------ | ------------------ |
| 2012               | 2                  | 0                  |
| 2016               | 3                  | 1                  |
| 2017               | 2                  | 0                  |
| Total              | 7                  | 1                  |